# لورا هیبور
لورا هیبور (انگلیسی: Laura Heyboer؛ زادهٔ ۲۰ ژوئیهٔ ۱۹۸۹) بازیکن فوتبال اهل ایالات متحده آمریکا است.
از باشگاه‌هایی که در آن بازی کرده‌است می‌توان به اسکای بلو اف‌سی، باشگاه فوتبال رین، و وسترن نیویورک فلش اشاره کرد.
وی همچنین در تیم‌های ملی فوتبال United States women's national under-17 soccer team و زیر ۲۳ سال زنان ایالات متحده آمریکا بازی کرده‌است.